# Khil Raj Regmi
Khil Raj Regmi (nepalès: खिलराज रेग्मी)  (districte de la Palpa, 31 de maig de 1949) és un jutge i polític nepalès que va ocupar el càrrec de Primer Ministre del Nepal des del 14 de març de 2013 fins a l'11 de febrer de 2014.